# Tinea niveocapitella
Tinea niveocapitella är en fjärilsart som beskrevs av Victor Toucey Chambers 1875. Tinea niveocapitella ingår i släktet Tinea och familjen äkta malar. Inga underarter finns listade i Catalogue of Life.